# 潘布魯克威爾斯柯基犬
潘布魯克威爾斯柯基犬是兩種威爾斯柯基犬品種之一。
這些畜牧犬被認為是維京人帶來威爾斯的瑞典牧羊犬(Swedish Vallhund)的後代。
柯基在威爾斯語中是矮犬的意思。

## 外觀
潘布魯克是肩高介於25到30公分不重於15公斤的犬。
雄犬在最佳狀況大約27磅（12kg）雌犬大概再輕2磅（10kg）。
潘布魯克可以是紅、黑貂色、淺黃棕色或（黑和古銅色），部分潘布魯克在腿胸頸口吻部及腹部有白色斑，白色窄條紋在頭部，太多的白色在展覽犬視為缺點。
一直以來潘布魯克是一種天生短尾的品種，因斷尾的關係這個特徵曾不被育種者過度的追求轉而去培育其他特徵，有需要時再人工剪短 。因一些國家禁止斷尾，育種者再次重視天生短尾的育種選擇。

## 性情
就如大部分的畜牧品種，他們是主動、聰明、擅長運動的犬隻，雖然长著短腿。
短腿可能似乎是個缺點，但是因為他們的跑步方式以及他們精力充沛的原因，他們其實跑得比其他犬種還要更快。
雖然有時仍作為工作犬，他們今日通常是養來做夥伴動物，他們是快樂可愛且殷勤於取悅人的犬隻。
潘布魯克是聰明思路快的犬隻，訓練他們的難易有各種說法,一些專家認為他們因聰明而容易訓練,另一些則覺得因聰明而懂得抓住主人的漏洞，但他們取悅人的慾望，讓他們可以藉著讚美來成功訓練。

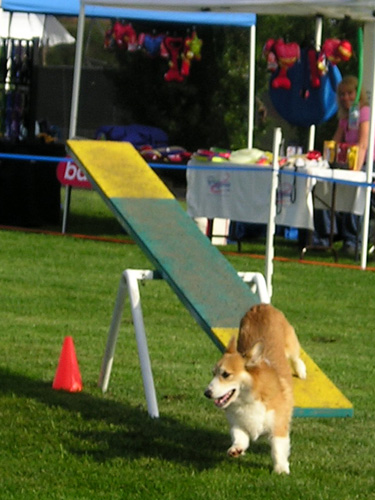
Sable Pembroke doing agility teeter-totter

## 健康
脊椎的長度可能造成脊椎的問題跟早發的關節炎，柯基犬通常能活大約 12到14歲。
潘布魯克如果沒有保持運動和過度餵食可能容易造成過胖，這對他們瘦長的背不好。

## 歷史
與卡狄脊犬同屬柯基犬類，其歷史很新，但也可追溯到一千一百年前。此犬種的祖先與比利時的工人一起越過英吉利海峽來到英國，到了十九世紀中葉，才彼交配而成。另外，也有一種傳說是此犬種的祖先是博美與吉娃娃。